# Tercera Aliyá
La Tercera Aliyá se refiere a la tercera ola de inmigración judía a Israel desde Europa, inspirada por motivos ideológicos sionistas, entre los años 1919 y 1923 (a partir del final de la Primera Guerra Mundial hasta el comienzo de la crisis económica en el país). Un símbolo del inicio de esta tercera ola es la llegada de la embarcación "Roselan" en el puerto de Jaffa el 19 de diciembre de 1919. En el barco había 650 nuevos inmigrantes (olim) a bordo. Durante ese período, alrededor de 35.000 nuevos inmigrantes llegaron a Palestina procedentes principalmente de países de Europa Oriental (de los cuales aproximadamente el 45% de los inmigrantes eran llegados de Rusia, 31% de Polonia, el 5% de Rumania y sólo el tres por ciento de Lituania). Lo más destacado fueron los jóvenes pioneros los cuales llegaron al país entre los años 1919 y 1921. Después de esos años su número se hizo menor entre los inmigrantes. La importancia de estos pioneros fue tan grande como la de los integrantes de la Segunda Aliyá. Su ideología contribuyó mucho a la construcción del país, por lo que marcó su huella en el sionismo y en el desarrollo de los asentamientos judíos en la zona, convirtiendo a los sionistas en la población mayoritaria del Yishuv.

## Causas de la Tercera Aliyá
- La Declaración Balfour en 1917 le dio esperanzas al movimiento sionista y abrió el camino para la colonización judía en la Tierra de Israel.
- Las consecuencias sociales en Europa después de la Primera Guerra Mundial comenzaron a despertar el nacionalismo entre las naciones de Europa Oriental lo que condujo, entre otras consecuencias, al nacimiento de nueve países.
- La revolución y posterior Guerra Civil Rusa dio lugar a una ola de pogromos. Se estima que unos 100.000 judíos murieron asesinados y otros 500.000 quedaron sin hogar
- La crisis económica en Europa afecto también a los judíos y parte de ellos llegaron con la esperanza de comenzar una nueva vida en Israel.
- En los nuevos países que se formaron después de la Primera Guerra Mundial surgió el "problema de las minorías étnicas" (entre las que se encontraban los judíos). Batallas estallaron entre los pequeños grupos étnicos. En Polonia, por ejemplo, no se cumplió correctamente lo prometido a las minorías (después de formado el país) lo que provocó grandes disturbios.
- El cierre de la inmigración en los Estados Unidos.
- El relativo éxito de la absorción de la segunda ola de inmigración en la Tierra de Israel y las ideologías socialistas de dicha Aliyá.

En conclusión, los inmigrantes traían consigo grandes esperanzas para su nuevo futuro en la Tierra de Israel. Muchos de ellos se habían visto obligados a emigrar debido a la evolución de la situación en sus propios países y el crecimiento de las aspiraciones nacionalistas de los diferentes grupos minoritarios. 
Las instituciones sionistas oficiales se opusieron a esta tercera ola de inmigración, ya que temían que el país no esté en condiciones de absorber un número tan grande de personas. Incluso la Agencia Judía pidió que sólo las personas que tengan suficientes recursos económicos se establezcan en el país. Pero la dura realidad había cambiado sus expectativas, ya que, dada la mala situación económica de los judíos de Europa Oriental (sumado también a los disturbios y progomos), muchos judíos pudieron emigrar a los países que abrieron sus puertas a la inmigración como Estados Unidos y los países centrales de Europa Occidental.